# Alca
L'Alca (Alca, Linnaeus 1758) è un genere di uccelli marini tuffatori appartenente alla famiglia degli Alcidi (Alcidae). L'unica specie vivente è il cosiddetto "becco a rasoio", o gazza marina, Alca torda Linnaeus, 1758, uccello marino coloniale che viene a terra solo per nidificare. Monogamo, sceglie un solo partner per tutta la vita. Le femmine covano un solo uovo all'anno, e il nido viene fatto sulle pareti rocciose delle falesie, su sporgenze rocciose spesso a strapiombo sul mare. Entrambi i sessi si alternano a covare l'uovo, e una volta che il pulcino è nato, si alternano per nutrirlo e talvolta percorrono grandi distanze per procacciargli il cibo.
Il più stretto parente è l'alca impenne (Pinguinis impennis), uccello incapace di volare che si è estinto nel XIX secolo a causa della persecuzione diretta da parte dell'uomo.

## Descrizione
La gazza marina ha il corpo nero con ventre bianco. I sessi hanno piumaggio simile, i maschi in genere sono più grandi delle femmine. Nel 1918, venne protetta negli Stati Uniti d'America inserendola nel Migratory Bird Treaty Act. Attualmente, la minaccia maggiore per la popolazione è la distruzione dei siti di nidificazione.

## Habitat
Vivono e si riproducono nelle acque del Polo Nord.